# Furgonet
BAZ Furgonet byl sériově nevyráběný malý dodávkový automobil, který zkonstruovaly Bratislavské automobilové závody.

## Technický popis
Karosérie je samonosná celokovová uzavřená, čtyřdveřová, v základu vycházející z klasického sedanu Škoda 105/120. S ním má společnou celou přední část karosérie až po B-sloupek, tedy včetně přední nápravy, vpředu umístěného chladiče s elektrickým větrákem, předního zavazadelníku s víkem odklápěným do strany a pod ním umístěným rezervním kolem, které tvoří účinnou součást přední deformační zóny. Přední brzdy jsou čtyřpístkové, shodné s brzdami pro kupé Škoda Garde.
Podlaha karosérie má vyztužený rošt, který je podélně nastaven o 350 mm a o stejnou hodnotu je tedy prodloužen i rozvor náprav.
Zadní část kabiny je nahrazena skříňovou nástavbou, jejíž linie zdařile navazují na linie základního sedanu. Nástavba má vnitřní objem cca 3 kubické metry, vnitřní délka činí zhruba 2000 mm a výška 1200 mm, takže umožňuje přepravu i značně rozměrného nákladu, samozřejmě s omezením kvůli motorovému prostoru. Do nástavby je pak přístup jednak 800 mm širokými a 1100 mm vysokými bočními dveřmi otevíranými po směru jízdy (po odjištění aretace je lze otevřít až o 180°), jednak zadní stěnou, jejíž horní část je výklopná vzhůru a otevírá pouze nákladový prostor – otvor o světlosti 800 mm a s prahem ve výši 900 mm nad vozovkou. Spodní část zadního čela se sklápí dolů a umožňuje přístup k motoru (dokonce o něco lepší, než standardní sedan). V tomto spodním víku se také nachází poznávací značka. Koncové svítilny (z valníkové verze Škody 1203) jsou v souladu s předpisy EHK umístěny na pevném zadním příčníku, do kterého se horní dveře i dolní víko uzamykají.
Motor i převodovka vozu jsou standardní sériové výrobky, zadní náprava je však upravena s pomocí sériových dílů trnavské dodávky Škoda 1203 (zejména brzdy a polonápravy) pro dosažení požadované nosnosti.

## Historie
Furgonet č. 1: první funkční vzorek, odvozený od běžného vozu Škoda 120 L, byl postaven v létě 1982. Byl světle zelené barvy a měl masku se čtveřici předních světlometů, převzatou z verze 120 LS. Nákladový prostor byl od prostoru posádky oddělen pouze polostěnou (od podlahy po úroveň ramen zaplechováno, nad ním pružná síť). Na přední části nástavby se nalézalo okénko. Později byl vůz přestříkán na šedomodrou barvu. Dodnes čeká na renovaci.
Furgonet č. 2: první prototyp byl postaveny v roce 1983. Byl červený a měl celoplechovou nástavbu (bez okének na čele i na bocích a s neprůhledným zadním čelem), dvojici velkých kulatých reflektorů (shodných s typem Škoda 105 S) a motor nejprve Škoda 742.12 (1174 cm³ / 38 kW, shodný s motorem pro vozy Škoda 120 L), později Škoda 742.10 (1046 cm³ / 33 kW, shodný s motorem pro vozy Škoda 105 L). Stěna oddělující osobní a nákladový prostor byla zvýšena až ke stropu kabiny a vybavena malým okénkem, čímž došlo k lepšímu tepelnému i hlukovému oddělení obou prostorů. Sloužil v JZD Hustopeče a okolo roku 2000 byl pečlivě zrenovován při čemž se zachovala jeho původní červená barva.
Furgonet č. 3: druhý prototyp byl postaven rovněž roku 1983, byl žlutohnědé barvy a měl prosklené boční dveře po obou stranách nástavby, tj. měl karosérii dokonce pětidveřovou a uvnitř vyjímatelnou druhou řadu sedadel, byl tedy alternativně pětimístný, ale mezi přední a zadní řadou sedadel byla pevná příčka stejně jako u červeného prototypu. Zadní čelo bylo opět prosklené, přední část nástavby však bez okénka nad střechou kabiny. Na čele vozu byly dva oválné světlomety (shodné s typem Škoda 120 L) a v zádi motor Škoda 742.12X (1174 cm³ / 42 kW, shodný s motorem pro vozy Škoda 120 LS). Nyní je zrenovovaný a má masku se čtyřmi kulatými světlomety, místo původní dvojice oválných.
Furgonet č. 4: třetí prototyp, zelené barvy, byl postaven pro vnitropodnikovou potřebu BAZ, nejspíše ze zbylých dílu poté, co byly původní tři vozy odprodány. Tento prototyp ovšem není uváděn v oficiálních podkladech, které hovoří jen o 3 vozech. Koncem 80. let byl odkoupen z Bratislavských automobilových závodů pánem který tam pracoval. Díky tomu zůstal tento prototyp stále na Slovensku, ale už v Dubnici nad Váhom, kde po pár letech používání zůstal přibližně 20 let zakryt plachtou ve dvoře rodinného domu. V roce 2010 ho parta mladých kluků odkoupila za symbolickou cenu. Následně ho rozebrali a předali do sběrny kovů. Bohužel se tehdy toto auto nepodařilo zachránit, protože v době kdy jsem ho našel, už bylo rozřezané na kusy. V té době nebyl dostatek financí ani prostoru, aby by se auto mohlo znovu svařit dohromady a zrenovovat.
V průběhu zkoušek byly oceňovány zejména výborné jízdní vlastnosti, díky prodloužení rozvoru i zadního rozchodu měl automobil proti běžnému sedanu mnohem lepší jízdní stabilitu. Problémem však bylo chlazení motoru, které sice v běžném provoze postačovalo, ale nedokázalo vyhovět nárokům příslušné ČSN (s výjimkou červeného prototypu s motorem Škoda 742.10). Vývoj vozu byl však násilně zastaven na podzim 1983 s poukazem na probíhající vývoj vozu Škoda 781, který měl mít také dodávkovou variaci.